# (4436) Ortizmoreno
(4436) Oritzmoreno ist ein Hauptgürtelasteroid, der am 9. März 1983 von Evan Barr von der Anderson Mesa Station aus entdeckt wurde.
Der Asteroid wurde nach dem Astronomen José Luis Ortiz Moreno benannt.